# 市庁駅 (釜山広域市)
市庁駅（シチョンえき）は、大韓民国釜山広域市蓮堤区にある釜山交通公社1号線の駅である。駅番号は122。「蓮堤」を副駅名としている。

## 駅構造
相対式ホーム2面2線の地下駅で、スクリーンタイプのホームドアが設置されている。改札内でのホーム間の移動はできない。出入口は8箇所に設けられている。

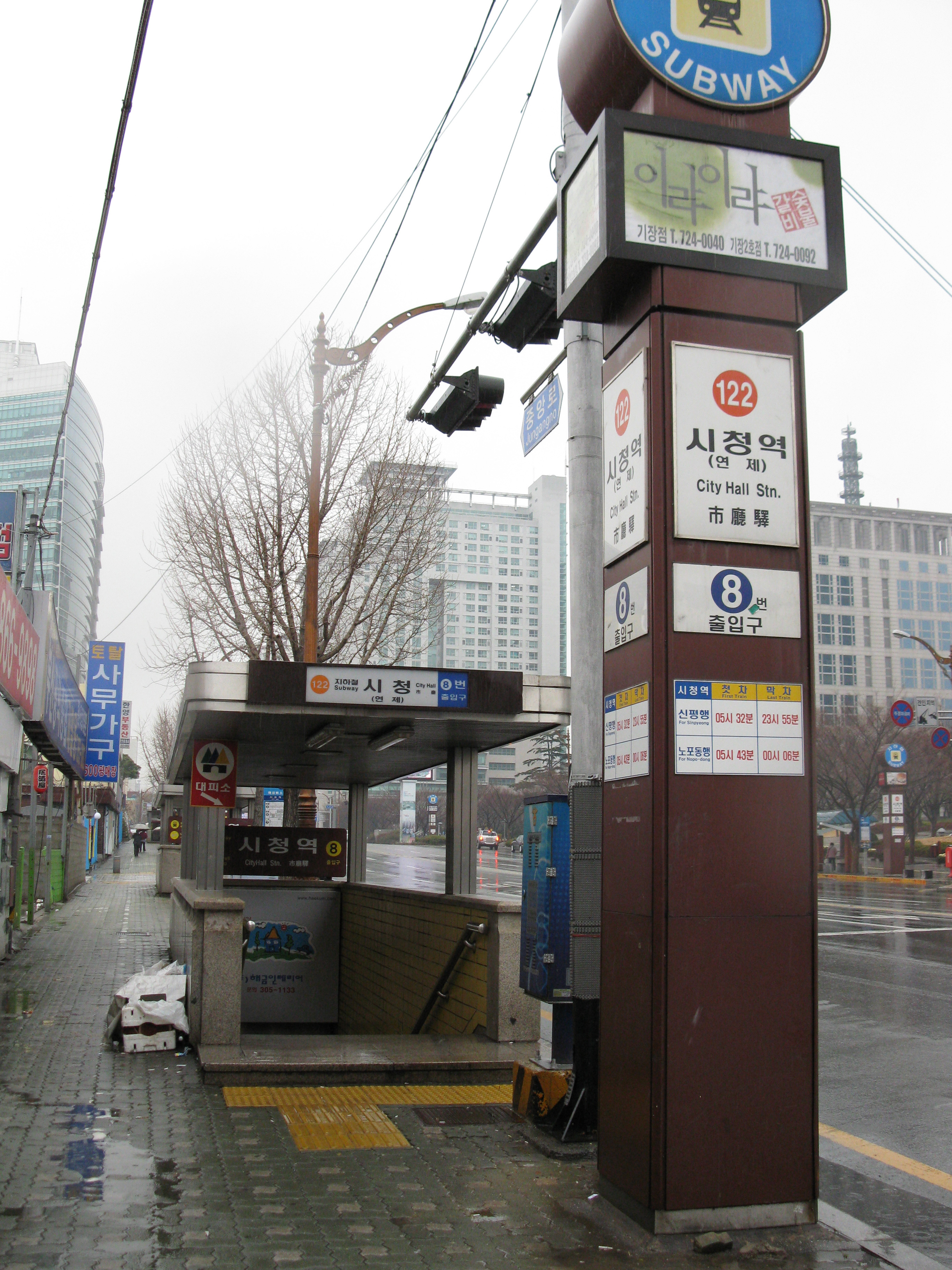
8番出入口（2009年2月）
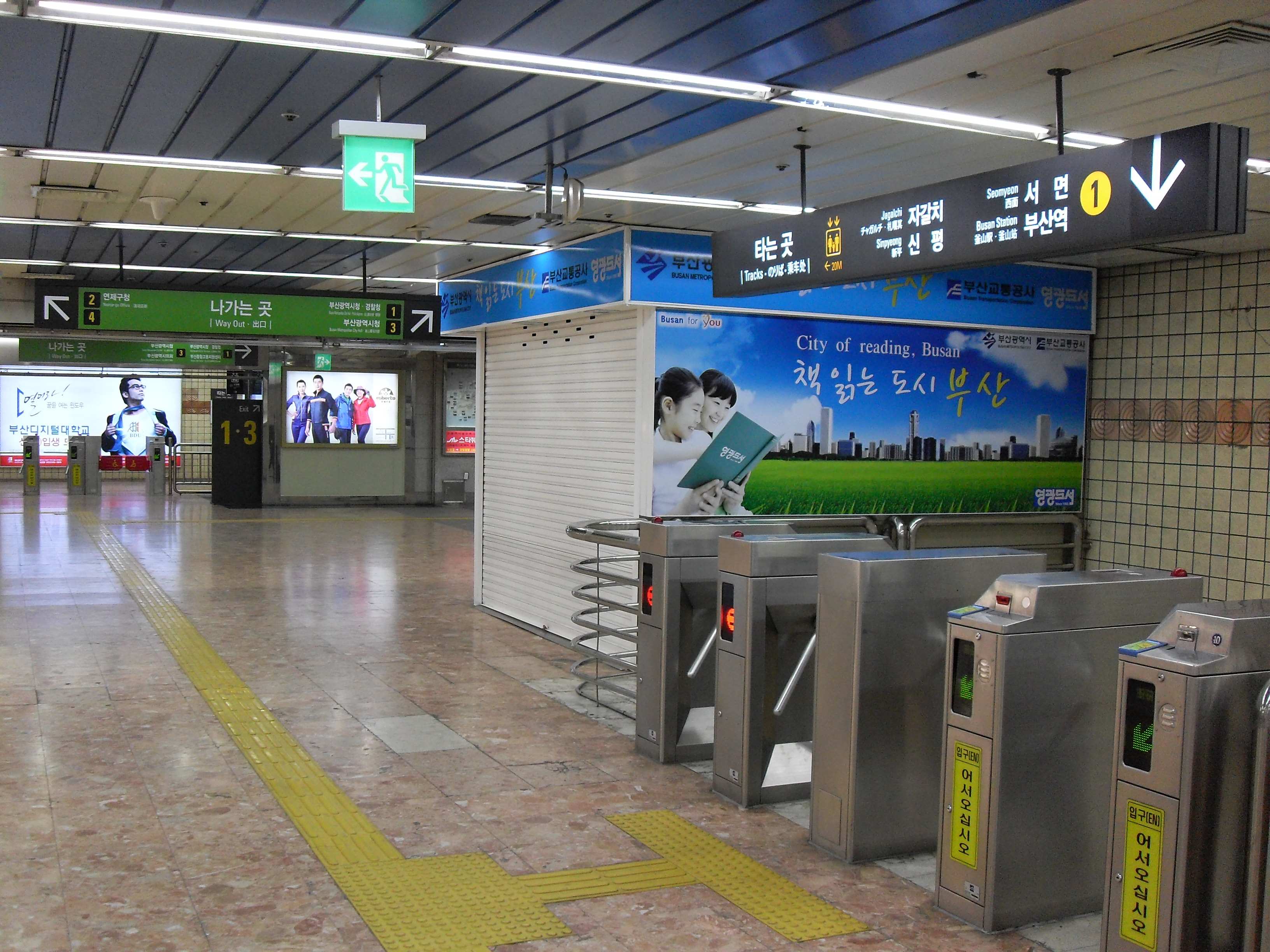
改札口（2010年4月）
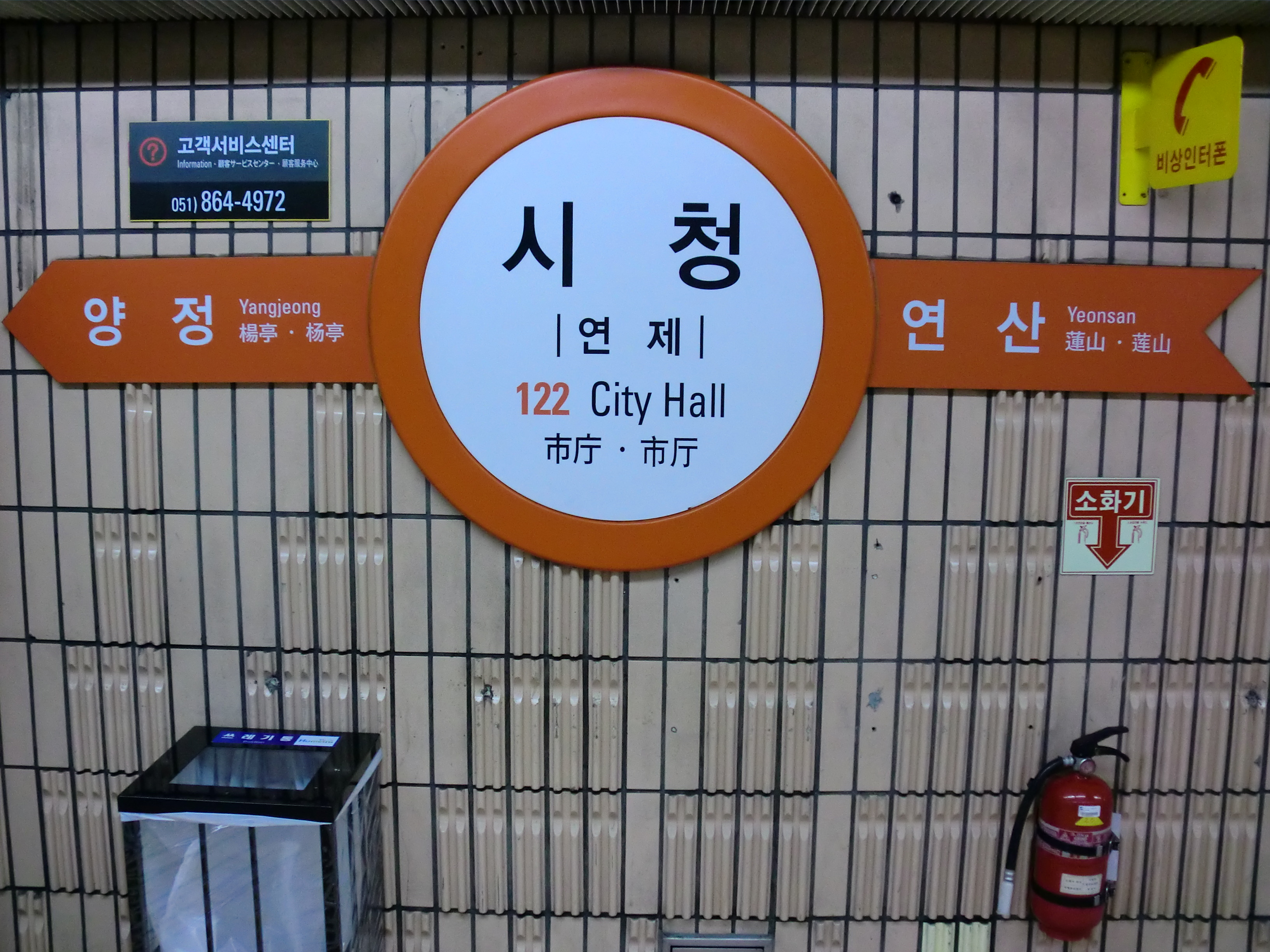
駅名標

### のりば
| 上り | 1号線 | 多大浦海水浴場方面 |
| 下り | 1号線 | 老圃方面           |

## 歴史
- 1985年7月19日 - 1号線開通に伴い蓮堤駅として開業。
- 1998年1月20日 - 釜山広域市庁の移転に伴い市庁駅に改称。副駅名を「蓮堤」とする。

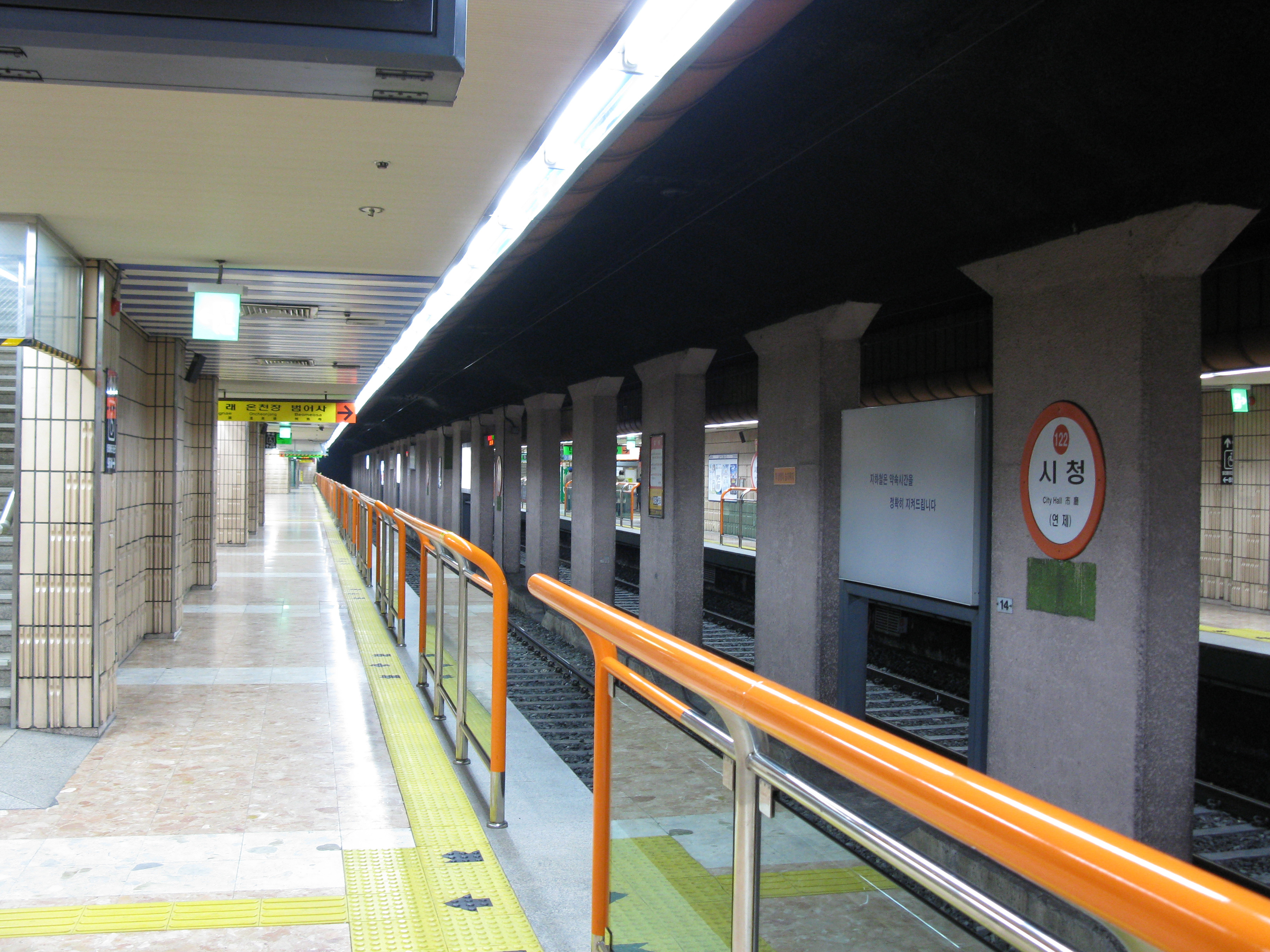
ホームドア設置前（2009年2月）
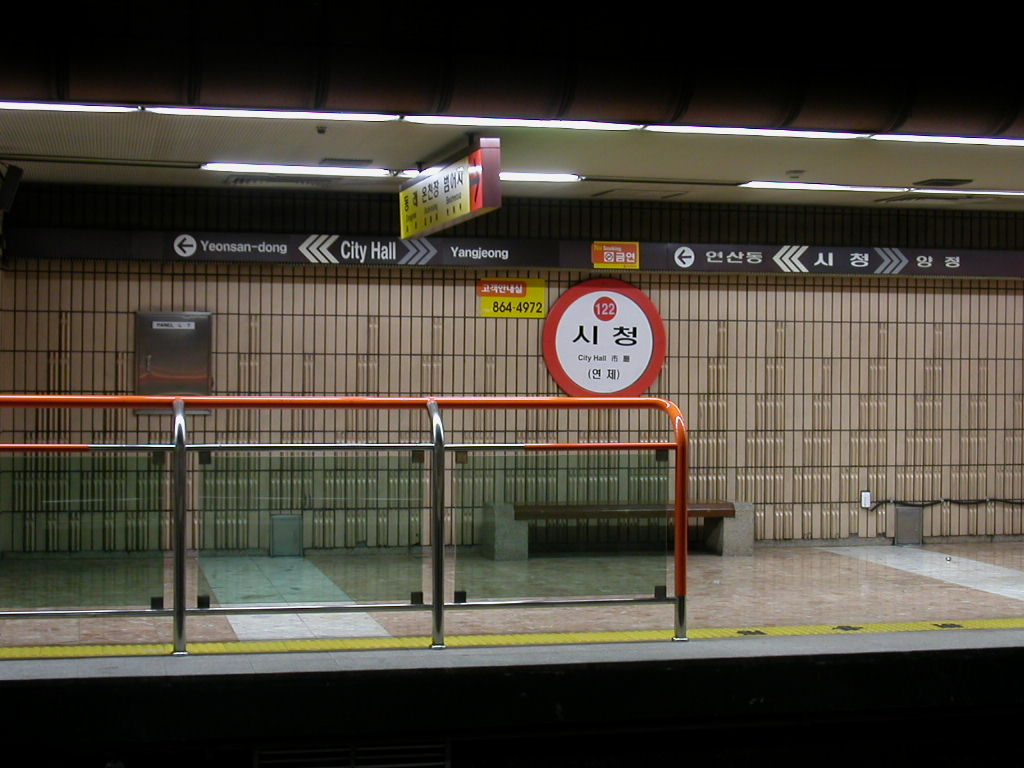
旧駅名標

## 駅周辺
- 釜山広域市庁
- 蓮堤区庁
- 釜山地方警察庁
- イーマート蓮山店
- 蓮堤区保健所
- 釜山地方国税庁
- 東南地方統計庁
- 釜山広域市選挙管理委員会
- 釜山地方雇用労働庁
- 釜山雇用センター
- 蓮山2洞住民センター
- 蓮山5洞住民センター
- 中小企業銀行釜山市庁駅支店
- 釜山銀行蓮堤支店

## 隣の駅
釜山交通公社
●1号線
楊亭駅 (121) - 市庁駅 (122) - 蓮山駅 (123)